# Bucky Larson: Born to Be a Star
Bucky Larson: Born to Be a Star er en amerikansk komediefilm produceret af Happy Madison Productions og udgivet af Columbia Pictures. Adam Sandler, Allen Covert, og Nick Swardson (som filmens hovedrolle-skuespiller) skrev manus og Tom Brady instruerede. Den blev udgivet 9. september 2011. Den blev nomineret til 6 Razziepriser, inklusive Golden Raspberry Award for Worst Picture, men tabte til Jack and Jill, en anden film fra Happy Madison Productions.

## Rolleliste
- Nick Swardson som Bucky Larson
- Christina Ricci som Kathy McGee
- Don Johnson som Miles Deep
- Stephen Dorff som Dick Shadow
- Ido Mosseri som J. Day
- Kevin Nealon som Gary
- Edward Herrmann som Jeremiah Larson
- Miriam Flynn som Debbie Larson
- Mario Joyner som Claudio
- Nick Turturro som Antonio
- Mary Pat Glesomon som Marge
- Jackie Sandler som Csomting director
- Curtis Armstrong som Clint
- Brandon Hardesty som Lars
- Adam Herschman som Dale
- Pauly Shore som Himself/Award Presenter
- Beverly Polcyn som Mrs. Bozobop
- Jonathan Loughran som Bondage guy
- Peter Dante som Dante
- Psomha Lychnikoff som Dimitri/Distributor
- Jimmy Fallon som Himself